# Josiah Wedgwood (Unternehmer, 1730)

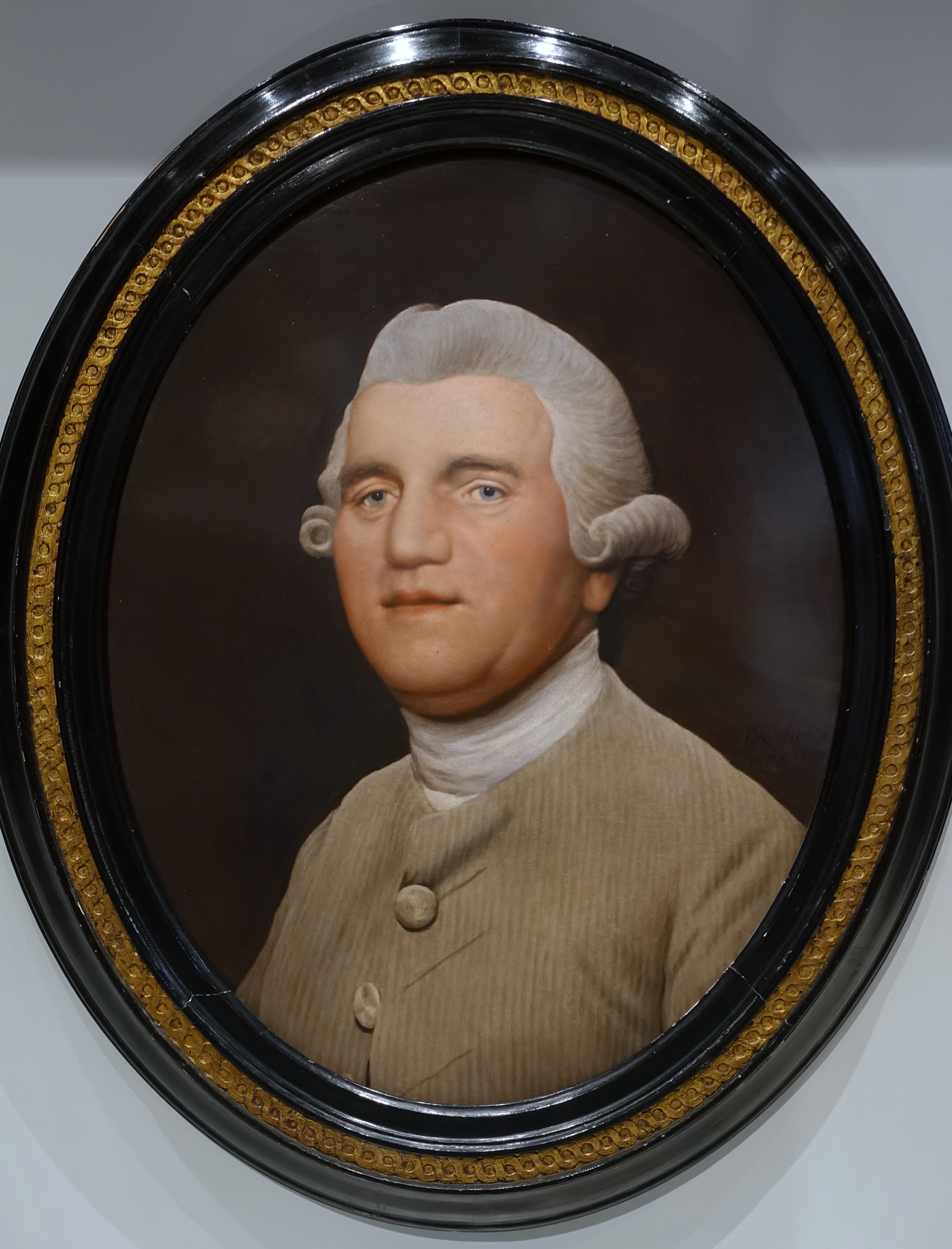
Josiah Wedgwood, Gemälde von George Stubbs

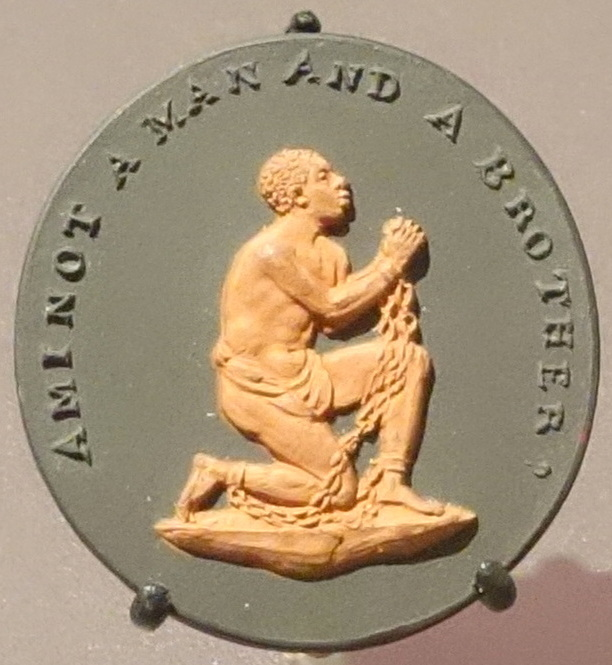
Medaillon „Am I Not a Man and a Brother?“

Josiah Wedgwood (* 12. Juli 1730 in Burslem, Staffordshire; † 3. Januar 1795 in Etruria, England) war ein englischer Unternehmer. Er war der Großvater von Charles Darwin.

## Leben und Wirken
Wedgwood war das jüngste von 12 Kindern. Seiner Familie gehörte die Churchyard Pottery in England. Nach dem Tod seines Vaters erlernte er das Töpferhandwerk. Ihm wird die Industrialisierung des Töpferhandwerkes zugeschrieben, und er war einer der ersten Industriellen, die strategisches Marketing einsetzten. Die Wedgwood Porzellanmanufaktur existiert als Teil des Firmenkonsortiums WWRD United Kingdom Ltd. bis heute.
Wedgwood war nicht nur an der Verbesserung des Materials Ton interessiert, sondern versuchte auch, die Formgebung zu verbessern, indem er sich an die antiken Vorbilder anlehnte. Er schuf auch die so genannte Jasperware, die Reliefs in zweifarbigen Schichten darstellt, meist weiß auf blau, und auf antike Art gefertigt ist. Ein Beispiel für solche Tonware ist die Portlandvase.
Nachdem Josiah Wedgwood mit seinen Tonwarenfabriken recht großen Erfolg hatte, baute der englische Architekt Joseph Pickford für ihn von 1767 bis 1770 das Fabrikstädtchen Etruria Works und das Landhaus Etruria Hall in Staffordshire, wo er dann bis zu seinem Tode lebte und arbeitete. 1768 erfand er das nach ihm benannte Steingut, die Wedgwoodware, und 1782 ein Pyrometer. Für das Pyrometer erstellte er auch eine passende Temperatur-Skala, die Wedgwood-Skala.
Josiah Wedgwood unterstützte als Gegner der Sklaverei die Abolitionisten. Er war mit dem Abolitionisten Thomas Clarkson befreundet. Um dieser humanen Bewegung Geltung zu verschaffen, stellte Wedgwood das Medaillon „Am I Not a Man and a Brother?“ (Bin ich kein Mensch und Bruder?), das einen schwarzen Sklaven zeigt, der in Ketten kniet und die Hände gefaltet hält, in großen Stückzahlen her.

## Familie
Er heiratete im Januar 1764 seine Cousine Sarah Wedgwood (1734–1815). Das Paar hatte mehrere Kinder:
- Susannah (* 3. Januar 1765; † 1817) ⚭ Robert Darwin (* 30. Mai 1766; † 13. November 1848), Eltern von Charles Darwin
- John (* 2. April 1766; † 26. Januar 1844) ⚭ Louisa Jane Allen
- Richard (1767–1768)
- Josiah (* 3. April 1769; † 12. Juli 1843) ⚭ Elizabeth Allen (1764–1846), Eltern von Emma Darwin
- Thomas (1771–1805)
- Catherine (1774–1823)
- Sarah (1776–1856), Aktivistin des Abolitionismus
- Mary Anne (1778–1786)

## Schriften (Auswahl)
- An attempt to make a thermometer for measuring the higher degrees of heat, from a red heat up to the strongest that vessels made of clay can support. In: Philosophical Transactions of the Royal Society. Band 72, 1782, S. 305–326 (doi:10.1098/rstl.1782.0021).
  - Beschreibung und Gebrauch eines Thermometers, um die höhern Grade der Hitze zu messen, die von der Rothglühhitze an bis zu dem stärksten Grade gehen, welchen irdene Gefäße ertragen können. In: Chemische Annalen für die Freunde der Naturlehre, Arzneygelahrtheit, Haushaltungskunst und Manufakturen. Band 2, 1798, S. 57–64, S. 124–129, S. 183–188 (Digitalisat).